# Distretto di Golakonneh
Il distretto di Golakonneh, a volte indicato come Gola Konneh, è un distretto della Liberia facente parte della contea di Grand Cape Mount.